# John R. Ragazzini

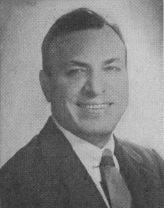
John R. Ragazzini

John Ralph Ragazzini (1912 - 22/11/1988) là một kỹ sư điện người Mỹ và là một giáo sư ngành điện tử. Ragazzini được sinh ra tại New York và đã nhận được bằng BS và EE tại trường Cao đẳng Thành phố New York vào năm 1932 và 1933 và giành được bằng AM và Ph.D. ngành Kỹ thuật điện tử tại Đại học Columbia]] năm 1939 và 1941.
Ragazzini là Hiệu trưởng Trường Kỹ thuật và Khoa học tại Đại học New York và trong Thế chiến II, ông là chủ tịch của Khoa Kỹ thuật Điện tại Đại học Columbia, nơi ông đã tham gia vào dự án Manhattan.
Sinh viên đáng chú ý của Ragazzini là Rudolf E. Kálmán (xem bộ lọc Kalman), Eliahu Ibraham Jury (xem biến đổi Z) và Lotfi Asker Zadeh (xem bộ mờ và logic mờ).
Ragazzini cũng được ghi nhận, cùng với Lotfi Zadeh, vào năm 1952, đã đi tiên phong trong việc phát triển phương pháp biến đổi z trong xử lý và phân tích tín hiệu trong miền thời gian rời rạc.
Năm 1970 ông nhận Huy chương Oldenburger Rufus.  Năm 1979, Hội đồng điều khiển tự động của Mỹ đã vinh danh ông cho giải thưởng John R. Ragazzini và ông là người đầu tiên nhận giải thưởng này.